# Gewassen inkt (schildertechniek)

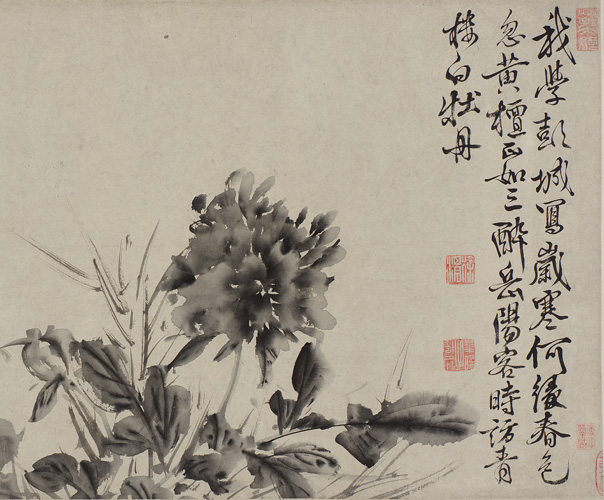
Twaalf bloemen en gedichten door Xu Wei, 16e eeuw

Schilderen in gewassen inkt is een Oost-Aziatische schildertechniek van Chinese oorsprong. Met een penseel wordt Oost-Indische inkt in verschillende waterverdunningen aangebracht op washi-papier of zijde. In het Chinees staat de schildertechniek bekend als shuǐ mò huà (水墨畫), in het Japans als sumi-e (墨絵) of suibokuga (水墨画). Het schilderen in gewassen inkt was een van de belangrijkste kunsten beoefend door de Chinese literati (geletterde ambtenaren) en wordt om deze reden ook wel literati-schilderkunst (wenrenhua; 文人画) genoemd.

## Geschiedenis

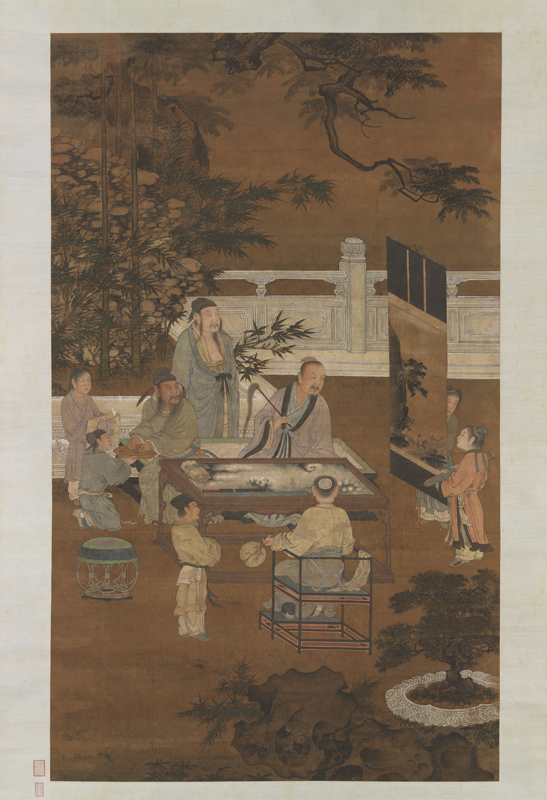
Hangende rol uit de serie De achttien studenten, van een anonieme schilder uit de Ming-periode. Deze schildering behandelt de studie van het schilderen in gewassen inkt

De eerste shan shui-landschapsschilderijen (山水) uit de Liu Song-periode (420–479) waren reeds uitgevoerd in gewassen inkt. De techniek van het schilderen in inkt werd verder ontwikkeld gedurende de Tang-dynastie (618–907). De dichter en schilder Wang Wei (699–759) wordt beschouwd als de eerste die kleur toevoegde aan zijn inktschilderingen.
De schildertechniek kende haar eerste grote bloeiperiode tijdens de Song-dynastie (960–1279). Het werd een onderdeel van het Chinees examenstelsel en men rekende het tot een van de vier kunsten waar de literati in zich bekwaamden, naast het bespelen van de guqin, de vaardigheid in het bordspel go en kalligrafie. De techniek werd onder andere toegepast voor shan shui-landschappen en bamboeschilderingen.
Met het verbreiden van de Chinese culturele invloedssfeer werd de schildertechniek geïntroduceerd in Japan, Korea, Vietnam en andere Oost-Aziatische landen. In de loop der tijd heeft de literati-schilderkunst zich verder verspreid en hebben diverse niet-Aziatische schilders zich de techniek eigengemaakt. Een van hen was de Amerikaanse schilder Arthur Wesley Dow. Hij schreef over de techniek:

The painter [...] put upon the paper the fewest possible lines and tones; just enough to cause form, texture and effect to be felt. Every brush-touch must be full-charged with meaning, and useless detail eliminated. Put together all the good points in such a method, and you have the qualities of the highest art
(De schilder [...] plaatst zo min mogelijk lijnen en kleurtonen op papier; precies genoeg om vorm, textuur en effect te creëren. Elke penseelstreek moet beladen zijn met betekenis, en elk overbodig detail vermeden. Wanneer je al zulke goede kenmerken kunt combineren, verkrijg je de kwaliteiten van de hoogste kunst.)
—  Arthur Wesley Dow

## Techniek

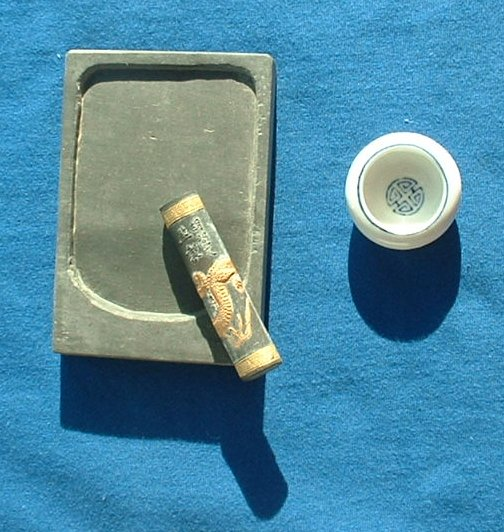
Inktsteen met schuurvlak met een inktstaaf en een waterdruppelaar

Voor het schilderen in gewassen inkt wordt hetzelfde materiaal en gereedschap gebruikt als voor Chinese kalligrafie, namelijk een inktstaaf (Oost-Indische inkt in een vaste vorm), een inktsteen, een waterdruppelaar, een aantal penselen van diverse formaten en washi-papier of zijde.
De inktstaaf wordt op het schuurvlak van de inktsteen tot fijn poeder gewreven en met de waterdruppelaar vloeibaar gemaakt. De kleurtoon wordt bepaald door twee factoren: de hoeveelheid water in het inktmengsel en de manier waarop een penseelstreek wordt aangebracht. Hierdoor kan de inktlaag variëren van diepzwart tot zilvergrijs.
Zolang de inkt nat is, kunnen nieuw aangebrachte lagen de onderliggende lagen beïnvloeden, of 'wassen'. Eenmaal opgedroogd kan een inktstreek niet meer worden aangepast. Dit maakt het schilderen in gewassen inkt een techniek die grote vaardigheid en concentratie vereist. Veel kunstenaars oefenen jarenlang basisstreken om een perfecte penseelstreek en inktvloeiing te verkrijgen.